# لاتکس

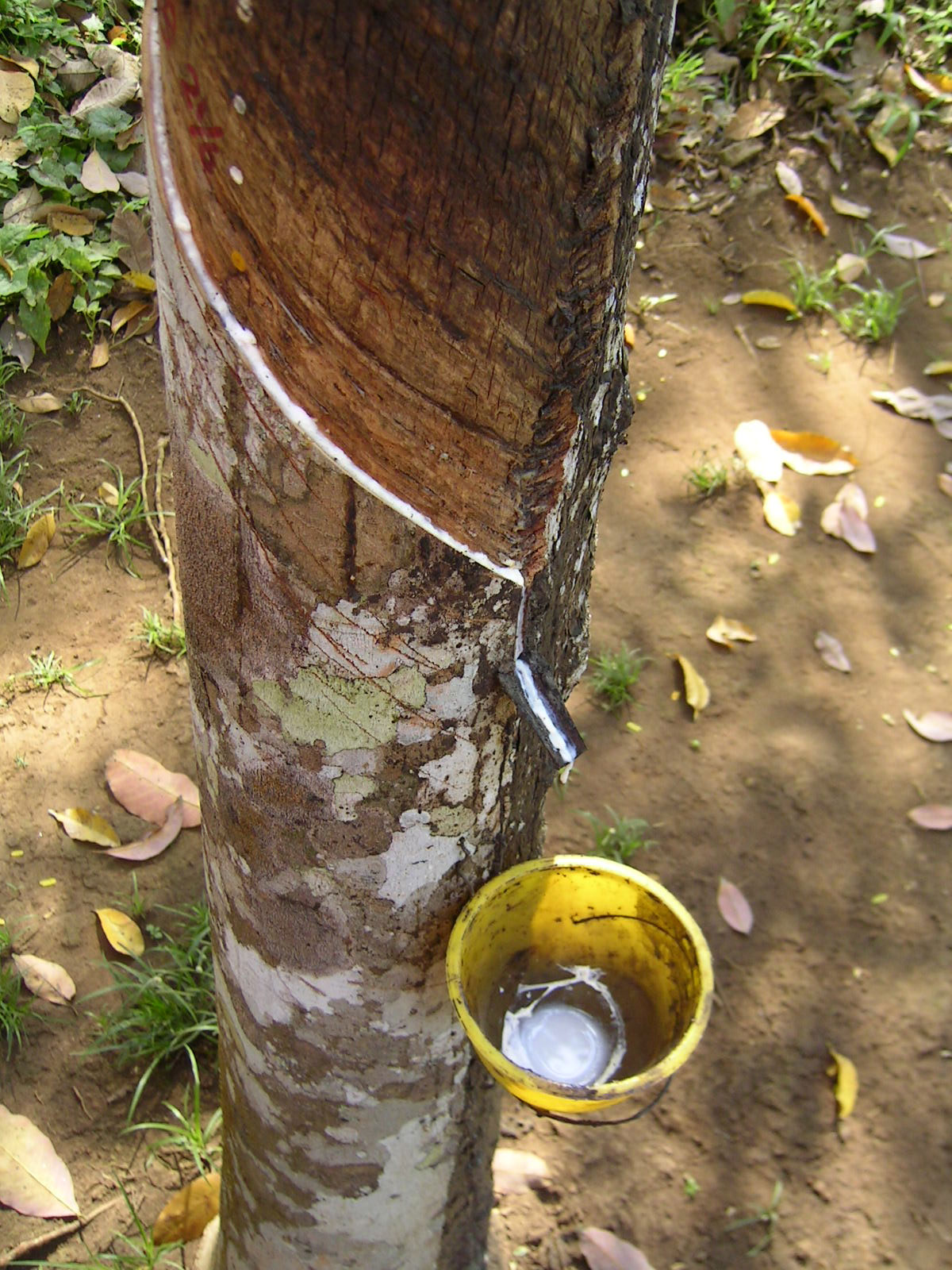
خروج لاتکس از یک درخت، برای استفاده در تولید کائوچو

لاتِکس (به فرانسوی: latex) یک امولسیون از ذرات بسیار ریز پلیمری در یک محلول آبی است. این مایع در طبیعت یافت می‌شود اما نوع مصنوعی آن را نیز می‌توان با پلیمریزاسیون یک مونومر مثل استایرن که با ماده فعال سطحی امولسیون‌شده ساخت.
لاتکس موجود در طبیعت یک سیال شیری است که در ۱۰ درصد گیاهان گلدار یافت می‌شود. لاتکس امولسیون پیچیده‌ای شامل پروتئین، آلکالوئید، نشاسته، شکر، روغن گیاهی، تانن، انگم، و آدامس طبیعی است که در هنگام قرار گرفتن در معرض هوا سفت می‌شود. این مایع پس از آسیب رسیدن به بافت ترشح می‌شود. این مایع در بیشتر گیاهان به رنگ سفید، اما در بعضی دیگر به رنگ زرد، نارنجی یا قرمز متمایل به زرد است. از قرن هفدهم لاتکس به عنوان کلمه‌ای برای اشاره به مایع موجود در گیاهان به کار می‌رود. این مایع به عنوان وسیله دفاعی در برابر حشرات گیاه‌خوار به کار می‌رود. لاتکس نباید با شیره گیاهی اشتباه گرفته شود. شیره گیاهی ماده جداگانه‌ای است، که جداگانه تولید شده و خواص و کارایی دیگری دارد.

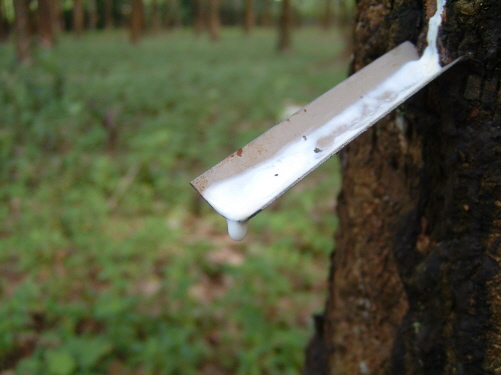
جمع‌آوری لاتکس از یک درخت لاستیک.

این کلمه همچنین برای اشاره به لاتکس طبیعی کائوچو، به ویژه کائوچوی ولکانش نشده هم استفاده می‌شود. این ماده در تولید دستکش، کاندوم‌های لاتکسی و لباس و پوشش‌های لاتکسی به کار می‌رود.
لاتکس توسط ۲۰٬۰۰۰ گونه از گیاهان گلدار از ۴۰ تیرهٔ گیاهی مختلف تولید می‌شود. برخی از این گیاهان تک لپه‌ای و برخی از آن‌ها دولپه‌ای هستند. همچنین بعضی از قارچ‌ها نیز تولید کنندهٔ لاتکس هستند.